# Seberang Tunggal
Seberang Tunggal is een bestuurslaag in het regentschap Bengkulu Utara van de provincie Bengkulu, Indonesië. Seberang Tunggal telt 179 inwoners (volkstelling 2010).